# End of the World/You Always Stand in My Way
End of the World/You Always Stand in My Way è un singolo degli Aphrodite's Child, pubblicato dalla Mercury nel 1968. Entrambi i brani sono presenti nel primo album dal titolo End of the World e scritti da Evanghelo Odysseas Papathanassiou (per la musiche) e Boris Bergman (per i testi).

## Tracce

### Lato A
- End of the World

### Lato B
- You Always Stand in My Way